# Pipraeidea melanonota
Pipraeidea melanonota е вид птица от семейство Тангарови (Thraupidae), единствен представител на род Pipraeidea.

## Разпространение
Видът е разпространен в Аржентина, Боливия, Бразилия, Венецуела, Еквадор, Колумбия, Парагвай, Перу и Уругвай.